# Швейцария (деревня)
Швейцария — деревня в Ионавском районе Каунасского уезда в центральной Литве. Административный центр Швейцарского старостинства.

## География
Деревня расположена в 3 км южнее Ионавы. Рядом с ней протекает Варпе (приток Вилии) и имеется пруд (площадь 13,8 га). Через Швейцарию проходят железная дорога Каунас-Ионава и шоссе Каунас-Зарасай.

## История
Первое упоминание деревни в исторических источниках относится к 18 веку. В XX веке встречается упоминание усадьбы в этой деревне. В 1979 году к Швейцарии была присоединена деревня Александрини (33 жителя). Герб Швейцарии утвержден в 2011 году.

## Население
В 1923 году в деревне проживало 26 жителей, в 1959 году — 31 человек, в 1970 — 222, в 1979 — 432 , в 1989 — 653, в 2001 — 848, в 2011 — 812 человек, а в 2021 году — 736.

## Социальная инфраструктура
В деревне имеются часовня, почта, амбулатория, средняя школа, ясли, детский сад, дом культуры, библиотека. Центр народного творчества и ремесел (основан в 2002 г.). Рядом со Швейцарией находится усадьба Барборлауки.